# Горњи Оризари (Битољ)
Горњи Оризари (мкд. Горно Оризари) су насеље у Северној Македонији, у јужном делу државе. Горњи Оризари припадају општини Битољ.

## Географија
Насеље Горњи Оризари је смештено у јужном делу Северне Македоније. Од најближег већег града, Битоља, насеље је удаљено 3 km северно, па су у ствари предграђе.
Горњи Оризари се налазе у западном делу Пелагоније, највеће висоравни Северне Македоније. Насељски атар је на истоку равничарски, док се на западу издиже Облаковска планина. Источно од села тече Црна река. Надморска висина насеља је приближно 600 метара.
Клима у насељу је умереноконтинентална.

## Становништво
Горњи Оризари су према последњем попису из 2021. године имали 2.521 становника.
| Национални састав према попису из 2021.‍ | Национални састав према попису из 2021.‍ | Национални састав према попису из 2021.‍ | Национални састав према попису из 2021.‍ | Национални састав према попису из 2021.‍ |
| --------------------------------------- | --------------------------------------- | --------------------------------------- | --------------------------------------- | --------------------------------------- |
|                                         |                                         |                                         |                                         |                                         |
| Македонци                               | Македонци                               |                                         | 2.442                                   | 96,9%                                   |
| непописани                              | непописани                              |                                         | 49                                      | 1,9%                                    |

Већинска вероисповест био је православље.